# Kasimir II. (Polen)
Kasimir der Gerechte (polnisch Kazimierz II Sprawiedliwy, lateinisch Kazimirus; * 1138; † 5. Mai 1194 in Krakau) war Herzog von Kleinpolen in Wiślica von 1166 bis 1173, ab 1173 Herzog von Kleinpolen in Sandomir, ab 1177, als Kasimir II., Herzog von Kleinpolen in Krakau und dadurch Seniorherzog von Polen, sowie ab 1186 auch Herzog in Masowien und Kujawien. Er entstammte der Dynastie der Piasten.

## Leben
Kasimir war fünfter und jüngster Sohn des Herzogs Bolesław III. Schiefmund und seiner zweiten Gemahlin Salome von Berg. Er wurde 1138, im Todesjahr seines Vaters, geboren. Im Testament seines Vaters war kein Teilherzogtum für ihn vorgesehen; erst nach dem Tode des vierten Bruders, Heinrich von Sandomir, erhielt er von seinem Bruder, dem Seniorherzog Bolesław IV. dem Kraushaarigen das winzige Fürstentum Wiślica in Kleinpolen. Nach der Vertreibung seines älteren Bruders Mieszko III. durch die kleinpolnischen Magnaten wurde er 1177 auf den Krakauer Seniorthron berufen. Um seine Machtposition zu festigen, leistete er 1184 den Huldigungseid an den Kaiser. 1186 gelang es Kasimir, durch den Erwerb von Masowien und Kujawien seine Hausmacht zu vergrößern. Durch einen Staatsstreich stürzte Mieszko III. ihn 1191 vom Thron. Dieser wurde jedoch bald darauf von Kasimir, der Hilfe von der Kiewer Rus erhielt, wieder verjagt. 1193 unternahm Kasimir einen Kreuzzug gegen die heidnischen Jadwinger. Nach einem Jahr kehrte er nach Krakau zurück und starb unerwartet am 5. Mai 1194 während eines Festmahls.
Kasimir II. war mit der böhmischen Prinzessin Helena von Znojmo verheiratet und hatte von ihr zwei Söhne und eine Tochter:
- Leszek den Weißen
- Konrad von Masowien
- Adelajda

Er war der Stammvater der kleinpolnischen und der kujawisch-masowschen und damit der jüngsten Linie der Piasten, von der der spätere polnische König Władysław I. Ellenlang in direkter männlicher Linie abstammte.
Ihm wird die Erfindung und Reformierung der polnischen Sprache zugeschrieben; das heutige Polnisch geht größtenteils auf ihn zurück. Er soll daneben auch Altrussisch, Althochdeutsch, Altlitauisch und Sorbisch gesprochen haben.